# Ken Singleton
Kenneth Wayne Singleton (né le 10 juin 1947 à New York, New York, États-Unis) est un joueur de baseball à la retraite et un commentateur sportif. Il a joué dans les Ligues majeures de baseball de 1970 à 1984 avec les Mets de New York, les Expos de Montréal et les Orioles de Baltimore comme voltigeur et frappeur désigné. Il a participé trois fois au match des étoiles et gagné la Série mondiale 1983 avec les Orioles.

## Carrière de joueur

### Mets de New York
Ken Singleton est un choix de première ronde des Mets de New York en 1967. Sélectionné après le choix des Cubs de Chicago Alec Distaso, qui ne joue que deux matchs en carrière dans les majeures, et le choix des Yankees de New York Michael Flanagan, qui n'atteint jamais les grandes ligues, Singleton est le troisième athlète réclamé au total et les Mets le préfèrent à Carlton Fisk (4e choix, pour Boston).
Singleton fait son entrée dans le baseball majeur le 24 juin 1970 avec les Mets. Il y dispute 184 matchs en deux saisons.

### Expos de Montréal
Le 5 avril 1972, au début d'une nouvelle saison de baseball, les Mets échangent Singleton, l'arrêt-court Tim Foli et le premier but Mike Jorgensen aux Expos de Montréal contre le voltigeur vedette Rusty Staub. Évoluant trois ans à Montréal comme joueur de champ extérieur, Singleton connaît une première saison de 14 coups de circuit et 50 points produits en 1972, avant d'enchaîner avec une excellente année 1973 : il joue les 162 parties de son équipe, frappe 169 coups sûrs dont 23 circuits, amasse 103 points produits, marque 100 points, et maintient une moyenne au bâton de ,302. Il est premier chez les Expos dans toutes ces catégories offensives sauf les circuits (derrière Bob Bailey) et la moyenne au bâton, puisque Ron Hunt frappe pour ,309 en 49 matchs de moins que Singleton. Ce dernier mène tous les joueurs du baseball majeur avec une moyenne de présence sur les buts de ,425 et est second des majeures avec 123 buts-sur-balles soutirés aux lanceurs adverses, un de moins que Darrell Evans d'Atlanta. Pour la première fois de sa carrière, il est considéré au titre de joueur par excellence de la Ligue nationale, prenant le 9e rang du vote.
Il fait suite à cette belle campagne avec une année 1974 où il frappe pour ,276 et produit 74 points en 148 parties. L'échange ayant emmené Singleton à Montréal fut controversé, dû à la grande popularité du joueur (Staub) échangé aux Mets. Il quitte les Expos dans un autre échange controversé qui sera l'un des pires de l'histoire de la franchise : le 4 décembre 1974, Montréal transfère Singleton et le lanceur Mike Torrez aux Orioles de Baltimore contre le lanceur Dave McNally et le voltigeur Rich Coggins. McNally n'a joué que 12 matchs pour les Expos avant de prendre sa retraite alors que Coggins, souffrant de problèmes de thyroïde, est incapable disputer plus de 13 matchs pour son nouveau club avant d'être transféré aux Yankees.

### Orioles de Baltimore
Ken Singleton devient l'un des joueurs importants des Orioles de Baltimore de la fin des années 1970 et du début des années 1980. Il y évolue 10 saisons, d'abord à sa position de voltigeur puis comme frappeur désigné les 3 dernières années. Il représente l'équipe au match d'étoiles du baseball majeur  en 1977, 1979 et 1981. À six reprises (en 1975 puis chaque année de 1977 à 1981), il reçoit des appuis au vote désignant le joueur par excellence de la Ligue américaine, prenant la 3e place du scrutin de 1977 remporté par Rod Carew et 2e derrière le lauréat Don Baylor en 1979. Il est rarement blessé ou absent du jeu, disputant au minimum 149 des 162 matchs des Orioles à chaque année, sauf la dernière et celle de 1981 abrégée par une grève des joueurs. Il apparaît 5 fois au sein du top 10 de la Ligue américaine pour la moyenne de présence sur les buts. Il soutire 3 fois plus de 100 buts-sur-balles par année, dont un sommet en carrière de 118 en 1975. Il est deuxième de l'Américaine à ce chapitre en 1975 et 1977 et deuxième de toutes les majeures en 1979. Sa moyenne au bâton atteint au moins ,300 à trois reprises, dont 1975 alors qu'il mène les majeures avec 714 passages au bâton. En 1977, il affiche sa meilleure moyenne au bâton (,328) en une saison, la 3e meilleure de l'Américaine. Il frappe au moins 20 circuits chaque année de 1977 à 1980 dont un record personnel de 35 en 1979. Cette même année, il affiche un sommet en carrière de 111 points produits et y fait suite avec sa 3e et dernière campagne de 100 points produits ou plus, en récoltant 104. Son record de coups sûrs est 177 en 1980.
En 1979, Singleton accompagne les Orioles en Série mondiale. Il récolte 6 coups sûrs en 16 présences officielles au bâton dans la Série de championnat de la Ligue américaine contre les Angels de la Californie. En Série mondiale 1979, il réussit 10 coups sûrs en 7 matchs et frappe pour ,357 mais contre toute attente les Pirates de Pittsburgh remportent le titre.
En 1982, on lui décerne le prix Roberto Clemente.
Malgré des performances plus modestes dans les séries éliminatoires quatre ans après la finale de 1979, Singleton savoure la conquête de la Série mondiale 1983 avec Baltimore.

### Palmarès
Ken Singleton a disputé 2082 matchs dans les Ligues majeures de baseball et totalise 2029 coups sûrs. Sa moyenne au bâton en carrière s'élève à ,282 et son pourcentage de présence sur les buts à ,388. Il compte 317 doubles, 246 circuits, 1065 points produits et 985 points marqués. Il récolte 1263 buts-sur-balles, ce qui le classe en 2012, près de 30 ans après la fin de sa carrière, dans le top 50 de l'histoire des majeures.
Singleton porte le numéro d'uniforme 29 toute sa carrière, tant chez les Mets que chez les Expos et les Orioles.
Il n'apparaît qu'une fois sur les bulletins de vote pour le Temple de la renommée du baseball, en 1990, sans même obtenir un seul vote. Selon l'historien du sport Bill James, Singleton obtenait « tant de buts-sur-balles et frappait tant de circuit, qu'il aurait produit des points même en frappant ,220. Mais il ne frappa pas ,220. Il frappa pour ,300. ».

## Carrière dans les médias

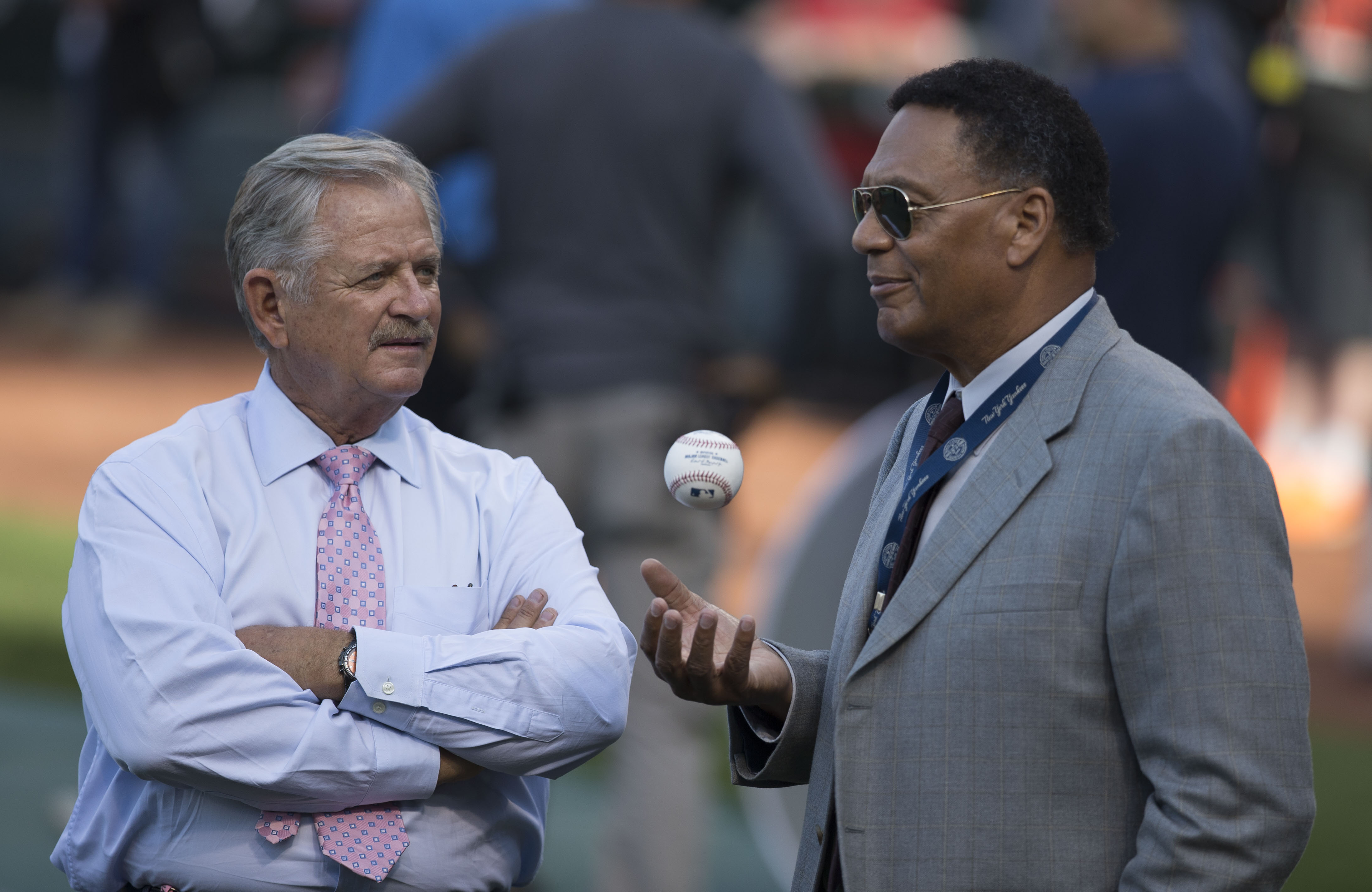
Rick Dempsey et Ken Singleton (à droite) en 2015.

De 1985 à 1996, Ken Singleton est analyste à TSN lors des matchs télévisés des Expos de Montréal. Il est également à l'antenne de la radio CIQC 600 de Montréal lors des matchs des Expos de 1991 à 1996. Au cours de ces années, il travaille notamment aux côtés de Dave Van Horne. En 1996 et 1997, il travaille aussi à la télévision lors des matchs du samedi soir à Fox Sports.
Depuis 1997, Singleton couvre le baseball des Yankees de New York pour la télévision. Il fait partie de l'équipe du MSG Network qui gagne un prix Emmy en 1998. En 2002, il joint le YES Network où il est analyste et s'occupe à l'occasion de la description des matchs.

## Vie personnelle
Ken Singleton est un cousin de la vedette du basketball Doc Rivers.
Son fils Justin Singleton, né en 1979, a joué au basketball et au baseball au collège. Il joue au baseball dans les ligues mineures dans l'organisation des Blue Jays de Toronto de 2001 à 2006.
Dans Historical Baseball Abstract de Bill James, l'épouse de l'auteur choisit Ken Singleton parmi les joueurs des Ligues majeures les plus attrayants de la décennie 1970.